# Kalipszó
A Kalipszó görög eredetű női név, Kalüpszó nimfa nevéből származik, jelentése: elrejtő.

## Gyakorisága
Az 1990-es években szórványos név, a 2000-es években nem szerepel a 100 leggyakoribb női név között.

## Névnapok
ajánlott névnap:
- június 8.[2]

## Híres Kalipszók
- Kalüpszó nimfa
- CALIPSO egy 2006-ban fellőtt francia-amerikai műhold.